# En la sombra
En la sombra war ein mexikanischer Film aus dem Jahr 1917. Als Filmregisseure werden Joaquín Coss und Enrique Rosas geführt, einige Publikationen verzeichnen auch nur Rosas in dieser Funktion. Bei dem Stummfilm handelt es sich um ein Melodrama. Ein berühmter Sänger erhält einen Brief von einer jungen Frau. In ihm bietet diese ihm eine Affäre an, wenn der Sänger ihren Bedingungen folgt. Er willigt ein und so haben die beiden einige Male Geschlechtsverkehr, wobei die Frau immer verhüllt ist und ihn so um ihre Identität im Unklaren lässt. Bei einem Treffen betäubt der Sänger seine Gespielin dann mit Chloroform und findet heraus, dass es sich um die Ehefrau eines seiner Freunde handelt. Aus Versehen tötet er sie jedoch mit dem Narkotikum. Am Ende des Films erwacht der Sänger und es stellt sich heraus, dass er nur einen Albtraum hatte.
Der Film wurde von Azteca Films produziert und auf dem Studiogelände in Mexiko-Stadt gedreht. Es handelte sich nach La soñadora, La tigresa, Alma de sacrificio und En defensa propia um den fünften und letzten Film dieser Produktionsgesellschaft. En la sombra ist nicht vollständig erhalten geblieben.